# Православие на Мальте

Святая Агафия (крайняя справа) почитается как на Мальте, так и в России.

Согласно Священному Писанию, христианство было принесено на Мальту апостолом Павлом в I веке (Деяния Апостольские, XVIII). До сих пор на острове показывают реликвии, связанные с ним и его учеником Лукой. Несмотря на то, что после Великой схизмы Мальта оказалась католической (в настоящее время 98 % мальтийцев — католики), связи Мальты с православием существуют и поныне. Самое знаменитое звено, соединяющее христиан Мальты и христианского Востока — Филермская икона Богоматери. Написанная, по преданию, евангелистом Лукой, в XVI—XVIII веках она хранилась на Мальте, при Павле I вместе с рукой Иоанна Крестителя и частицей Животворящего Креста была перевезена в Гатчину, а ныне хранится в Черногории.
В XX веке Мальту посетило немало эмигрантов из России, включая мать последнего императора. Известно, что она молилась в Русской часовне президентского дворца.
В 2001 году в Ла-Валлетте состоялся симпозиум «Чтимая Филермская икона Божией Матери и её место в искусстве, истории и религии», ставший поводом для визита в страну  Кирилла, митрополита Смоленского и Калининградского (Русская Православная Церковь),  и Амфилохия, митрополита Черногорского (Сербская Православная Церковь), который передал в дар Католической церкви Мальты список Филермской иконы. Митрополитом Кириллом впервые на Мальте была совершена литургия на церковно-славянском языке. На симпозиуме он прочитал доклад «Филермская икона Божией Матери и современные вызовы христианству», в котором есть слова:
…совместное почитание современными православными и католиками великой святыни древней неразделённой Церкви способно содействовать продолжению диалога между двумя Церквами.
Тогда же было решено основать на Мальте русский приход, однако полностью он оформился лишь в 2003 году. Приход получил имя апостола Павла, настоятелем был назначен протоиерей Димитрий Нецветаев.
В 2004 году на острове прошла конференция «Страждущая Церковь», в которой приняли участие епископ Иларион (Алфеев), а также представители Антиохийской, Чешской, Румынской и Американской Православных Церквей. Епископ выступил с докладом «Гонения на Русскую Православную Церковь в XX веке» и совершил богослужение.
2007 год на Мальте был объявлен Годом русского языка. Официальное открытие состоялось накануне православного Рождества в той самой Русской часовне.
Православие на Мальте связано не только со славянами, но и с греками. Мальта включена в титул архиепископа Италии Константинопольского патриархата.
24 апреля 2014 года мальтийское правительство выделило земельный участок 10 соток под строительство русского православного храма в честь святого апостола Павла в городе Сан Жван недалеко от Российского посольства. В настоящее время ведется сбор средств и пожертвований на создание первого русского православного храма.